# Joe Pentzlin
Joe Pentzlin (* 19. Oktober 1936 in Berlin) ist ein deutscher Jazzmusiker (Klavier). Zeitweilig konzentrierte er sich auf Blues und Boogie Woogie.
Pentzlin begann ein Musikstudium, um dann Architektur zu studieren. Er spielte zunächst im Swing College Trio, trat beim Deutschen Amateurfestival in Düsseldorf auf und in zahlreichen Funk- und Fernsehsendungen. 14 Jahre lang war er als Pianist für die Talk-Show 3 nach 9 tätig; auch war er in England und in Polen auf Tournee. Seit 1977 arbeitete er immer wieder im Duo mit Gottfried Böttger, mit dem er auch mehrere Alben vorlegte. Weiterhin spielte er mit Charly Antolini, Chris Barber, Champion Jack Dupree, Bill Ramsey, Adam Makowicz, Gunter Hampel und Allan Praskin, aber auch mit Karl Dall oder Jürgen von der Lippe. Weiterhin nahm er mit dem eigenen Trio und mit Eddie Cleanhead Vinson Tonträger auf.

## Lexikalische Einträge
- Jürgen Wölfer: Jazz in Deutschland. Das Lexikon. Alle Musiker und Plattenfirmen von 1920 bis heute. Hannibal, Höfen 2008, ISBN 978-3-85445-274-4.